# Fluidodinámica
La fluidodinámica es una subdisciplina de la mecánica de los fluidos (entiéndase por fluidos tanto líquidos como gases). Se ramifica en otras disciplinas como lo son: la aerodinámica y la hidrodinámica. La mecánica de fluidos tiene un gran rango de aplicaciones, incluyendo el cálculo de las fuerzas y los momentos que ocasionan el movimiento de los fluidos en problemas desde los más cotidianos hasta los más complejos. La palabra fluido incluye al agua, al aire, a las suspensiones (que es la forma como se presentan algunos medicamentos), y también al petróleo y sus derivados. Asimismo, la palabra dinámica incluye el movimiento junto a las fuerzas causantes del mismo.
El estudio de la dinámica de los fluidos ofrece una estructura sistemática para su estudio basándose en leyes empíricas y semi-empíricas. Estas leyes envuelven propiedades de los fluidos como lo son: temperatura, presión, densidad y velocidad y también funciones de espacio y tiempo.

## Objetivos
Los objetivos del estudio de la fluidodinámica dependen del problema en concreto que se necesite resolver. Por ejemplo, cuando se analiza el flujo que ocurre al recubrir el papel, uno de los objetivos puede ser el de determinar las condiciones en las cuales el espesor de la película de recubrimiento que se ha formado es uniforme. También en la recuperación de petróleo, un problema puede ser la predicción de barriles de petróleo que pueden ser extraídos de un yacimiento. El estudio de los fluidos es muy extenso y es por ellos que ramas como la fluidodinámica tiene razón de ser. 

## Ecuaciones de la fluidodinámica
Los principales axiomas de la fluidodinámica son las leyes de conservación (específicamente, la ley de la conservación de la masa, la ley de la conservación del momento lineal (también conocida como segunda ley de Newton) y la ley de la conservación de la energía (también conocida como primera ley de la termodinámica), todas ellas basadas en la mecánica clásica y transformadas a la mecánica cuántica. Además, se expresan según los teoremas de transporte de Reynolds.[cita requerida]
En la fluidodinámica, se supone que los fluidos obedecen a la hipótesis de continuidad, a pesar de que los fluidos están compuestos por moléculas que chocan entre sí y con objetos sólidos. Por consiguiente, las propiedades como la densidad, presión, temperatura y velocidad son vistas como propiedades que contienen puntos infinitesimalmente pequeños que varían de un punto a otro. De esta forma, el hecho de que los fluidos estén conformados por moléculas discretas se ignora.[cita requerida]

## Terminología de la fluidodinámica
El concepto de presión es esencial en el estudio de la fluidodinámica, tanto en la estática como en la dinámica. La presión puede ser conocida en cualquier punto del fluido, independientemente si el fluido se encuentra en movimiento o no. Para medir la presión pueden utilizarse: columnas de mercurio, el tubo de Bourdon, placas orificio, así como muchos otros métodos.

## Clasificaciones

### Flujo compresible versus incompresible
Todos los fluidos son compresibles hasta cierto punto; es decir, los cambios de presión o temperatura provocan cambios en la densidad. Sin embargo, en muchas situaciones los cambios de presión y temperatura son lo suficientemente pequeños como para que los cambios de densidad sean despreciables. En este caso, el flujo puede modelarse como un flujo incompresible. En caso contrario, deben utilizarse las ecuaciones más generales del flujo compresible.
Matemáticamente, la incompresibilidad se expresa diciendo que la densidad ρ de una parcela de fluido no cambia a medida que se mueve en el campo de flujo, es decir,
{\displaystyle {\frac {\mathrm {D} \rho }{\mathrm {D} t}}=0\,,}
donde  DDt es la derivada material, que es la suma de la local y la derivada convectiva. Esta restricción adicional simplifica las ecuaciones de gobierno, especialmente en el caso de que el fluido tenga una densidad uniforme.
En el caso del flujo de gases, para determinar si se utiliza la dinámica de fluidos compresible o incompresible, se evalúa el número de Mach del flujo. Como guía aproximada, los efectos compresibles pueden ser ignorados en números de Mach por debajo de aproximadamente 0,3.  En el caso de los líquidos, la validez de la suposición de incompresibilidad depende de las propiedades del fluido (en concreto, de la presión y la temperatura críticas del fluido) y de las condiciones del flujo (lo cerca que esté de la presión crítica la presión real del flujo).  Los problemas de acústica siempre requieren permitir la compresibilidad, ya que las ondas sonoras son ondas de compresión que implican cambios en la presión y la densidad del medio por el que se propagan.

### Los fluidos newtonianos frente a los no newtonianos

Flujo alrededor de un perfil alar.

Todos los fluidos son viscosos, lo que significa que ejercen cierta resistencia a la deformación: los elementos vecinos de fluido que se mueven a diferentes velocidades ejercen fuerzas viscosas entre sí. El gradiente de velocidad se denomina tasa de deformación; tiene dimensiones T-1 . Isaac Newton demostró que para muchos fluidos conocidos, como el agua y la aire, la tensión debida a estas fuerzas viscosas está linealmente relacionada con la velocidad de deformación. Estos fluidos se denominan fluidos newtonianos. El coeficiente de proporcionalidad se llama viscosidad del fluido; para los fluidos newtonianos, es una propiedad del fluido que es independiente de la velocidad de deformación.
Los fluidos no newtonianos tienen un comportamiento más complicado y no lineal de tensión-deformación. La subdisciplina de la reología describe los comportamientos tensión-deformación de tales fluidos, entre los que se encuentran las emulsiones y los lodos, algunos materiales de viscoelástica como la sangre y algunos polímeros, y los líquidos pegajosos como el látex, la miel y los lubricantes.

### Flujo viscoso versus flujo de Stokes
La dinámica de los elementos diferenciales de fluido se describe con la ayuda de la segunda ley de Newton. Una parcela de fluido que se acelera está sujeta a efectos inerciales.
El número de Reynolds es una cantidad adimensional que caracteriza la magnitud de los efectos inerciales en comparación con la magnitud de los efectos viscosos. Un número de Reynolds bajo (Re ≪ 1) indica que las fuerzas viscosas son muy fuertes en comparación con las fuerzas inerciales. En tales casos, las fuerzas de inercia se desprecian a veces; este régimen de flujo se llama flujo de Stokes.
Por el contrario, los números de Reynolds altos (Re ≫ 1) indican que los efectos inerciales tienen más efecto en el campo de velocidad que los efectos viscosos (de fricción). En los flujos de alto número de Reynolds, el flujo se modela a menudo como un flujo no viscoso, una aproximación en la que la viscosidad se desprecia completamente. La eliminación de la viscosidad permite simplificar las ecuaciones de Navier-Stokes en las Euler. La integración de las ecuaciones de Euler a lo largo de una línea de corriente en un flujo no viscoso da lugar a la ecuación de Bernoulli. Cuando, además de ser no viscoso, el flujo es irrotacional en todas partes, la ecuación de Bernoulli puede describir completamente el flujo en todas partes. Tales flujos se llaman flujo potencial, porque el campo de velocidades puede expresarse como el gradiente de una expresión de energía potencial.
Esta idea puede funcionar bastante bien cuando el número de Reynolds es alto. Sin embargo, problemas como los que implican límites sólidos pueden requerir que se incluya la viscosidad. La viscosidad no puede despreciarse cerca de las fronteras sólidas porque la condición de no deslizamiento entre el fluido y la frontera sólida genera una fina región de gran velocidad de deformación, la capa límite, en la que dominan los efectos de la viscosidad y que, por tanto, genera vorticidad. Por lo tanto, para calcular las fuerzas netas sobre los cuerpos (como las alas), se deben utilizar ecuaciones de flujo viscoso: la teoría de flujo no viscoso no logra predecir fuerzas de arrastre, una limitación conocida como la paradoja de D'Alembert.
Una de las más utilizadas modelo, especialmente en fluidodinámica computacional, es utilizar dos modelos de flujo: las ecuaciones de Euler lejos del cuerpo, y las ecuaciones de capa límite en una región cercana al cuerpo. Las dos soluciones pueden entonces ser emparejadas entre sí, utilizando el método de expansiones asintóticas emparejadas.

### Flujo estacionario versus no estacionario

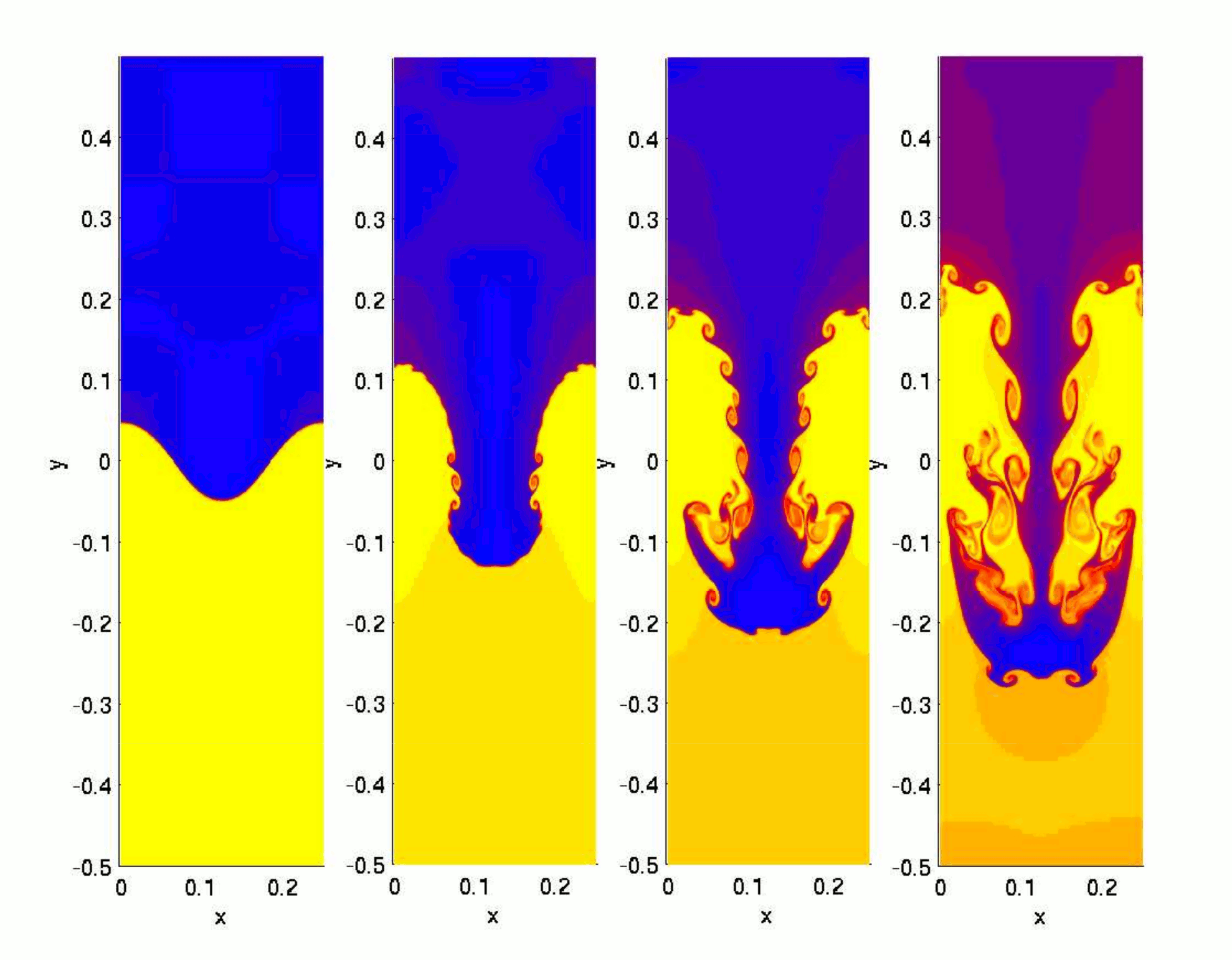
Simulación hidrodinámica de la inestabilidad Rayleigh-Taylor

Un flujo que no es función del tiempo se llama flujo estacionario'. El flujo en estado estacionario se refiere a la condición en la que las propiedades del fluido en un punto del sistema no cambian con el tiempo. El flujo dependiente del tiempo se conoce como inestable (también llamado transitorio). El hecho de que un flujo particular sea estable o inestable, puede depender del marco de referencia elegido. Por ejemplo, el flujo laminar sobre una esfera es estacionario en el marco de referencia que es estacionario con respecto a la esfera. En un marco de referencia estacionario con respecto a un flujo de fondo, el flujo es inestable.
Los flujos turbulentos son inestables por definición. Sin embargo, un flujo turbulento puede ser estáticamente estacionario. El campo de velocidad aleatorio U(x, t) es estadísticamente estacionario si todas las estadísticas son invariantes bajo un desplazamiento en el tiempo.: 75  Esto significa, a grandes rasgos, que todas las propiedades estadísticas son constantes en el tiempo. A menudo, el campo medio es el objeto de interés, y éste es constante también en un flujo estadísticamente estacionario.
Los flujos estacionarios suelen ser más manejables que los flujos no estacionarios. Las ecuaciones de gobierno de un problema estacionario tienen una dimensión menos (tiempo) que las ecuaciones de gobierno del mismo problema sin aprovechar la estabilidad del campo de flujo.

### Flujo laminar versus turbulento

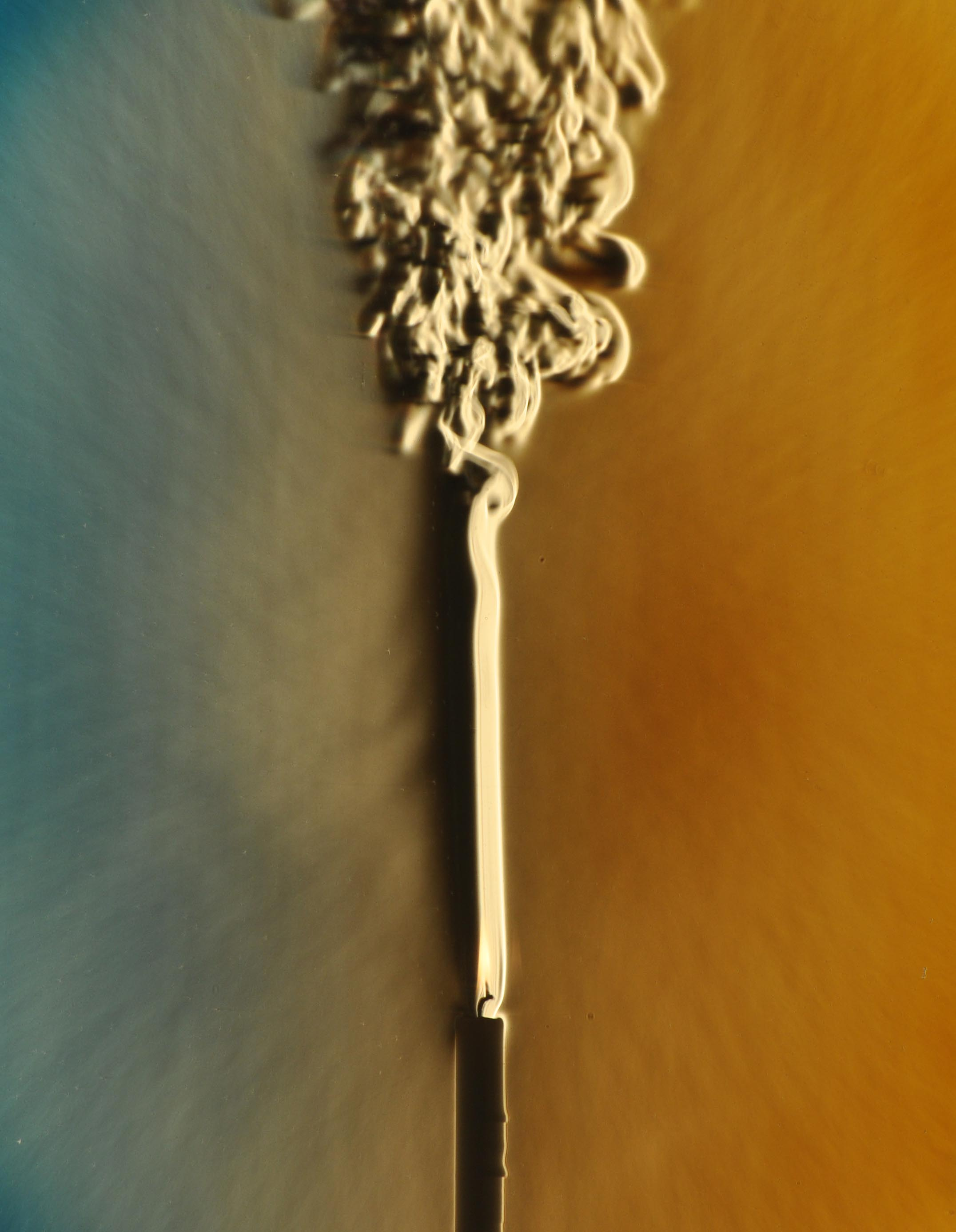
La transición del flujo laminar al turbulento

La turbulencia es un flujo caracterizado por la recirculación, vórtices, y la aparente aleatoriedad.  El flujo que no presenta turbulencia se denomina laminar. La presencia de remolinos o recirculación por sí sola no indica necesariamente un flujo turbulento; estos fenómenos pueden estar presentes también en el flujo laminar.  Matemáticamente, el flujo turbulento se suele representar mediante una descomposición de Reynolds, en la que el flujo se descompone en la suma de una componente media y una componente de perturbación.
Se cree que los flujos turbulentos pueden describirse bien mediante el uso de las ecuaciones de Navier-Stokes. La simulación numérica directa (DNS), basada en las ecuaciones de Navier-Stokes, permite simular flujos turbulentos a números de Reynolds moderados. Las restricciones dependen de la potencia del ordenador utilizado y de la eficacia del algoritmo de solución. Se ha comprobado que los resultados del DNS concuerdan bien con los datos experimentales para algunos flujos.
La mayoría de los flujos de interés tienen números de Reynolds demasiado altos para que el DNS sea una opción viable,: 344  dado el estado de la potencia de cálculo para las próximas décadas.  Cualquier vehículo de vuelo lo suficientemente grande como para transportar a un ser humano (L > 3 m), moviéndose más rápido que 20 metros por segundo (72,0 km/h; 44,7 mph) está muy por encima del límite de la simulación DNS (Re = 4 millones).  Las alas de los aviones de transporte (como en un Airbus A300 o un Boeing 747) tienen números de Reynolds de 40 millones (basados en la dimensión de la cuerda del ala).  La resolución de estos problemas de flujo en la vida real requiere modelos de turbulencia para el futuro previsible. Las ecuaciones de Navier-Stokes promediadas por Reynolds (RANS) combinadas con modelización de la turbulencia proporcionan un modelo de los efectos del flujo turbulento. Esta modelización proporciona principalmente la transferencia de momento adicional por las tensiones de Reynolds, aunque la turbulencia también mejora la calor y la transferencia de masa. Otra metodología prometedora es la simulación de grandes remolinos (LES), especialmente bajo la forma de simulación de remolinos separados (DES), que es una combinación de la modelización de la turbulencia RANS y la simulación de grandes remolinos.

### Otras aproximaciones
Hay un gran número de otras aproximaciones posibles a los problemas de dinámica de fluidos. A continuación se enumeran algunas de las más utilizadas.
- La  aproximación de Boussinesq' desprecia las variaciones de densidad excepto para calcular las fuerzas de flotabilidad. Se utiliza a menudo en problemas de convección libre donde los cambios de densidad son pequeños.
- Teoría de la lubricación y Flujo de Hele-Shaw' explota la gran relación de aspecto del dominio para mostrar que ciertos términos en las ecuaciones son pequeños y por lo tanto pueden ser despreciados.
- La teoría del cuerpo delgado es una metodología utilizada en los problemas de flujo de Stokes para estimar la fuerza o el campo de flujo alrededor de un objeto largo y delgado en un fluido viscoso.
- Las ecuaciones de aguas poco profundas pueden utilizarse para describir una capa de fluido relativamente no viscoso con una superficie libre, en la que la gradiente de la superficie es pequeña.
- La "ley de Darcy" se utiliza para el flujo en "medios porosos", y trabaja con variables promediadas sobre varios anchos de poro.
- En los sistemas en rotación, las ecuaciones cuasi-geostróficas suponen un casi equilibrio perfecto entre los gradientes de presións y la fuerza de Coriolis. Es útil en el estudio de la dinámica atmosférica.

## Tipos multidisciplinarios

### Flujos según regímenes de Mach
Mientras que muchos flujos (como el flujo de agua a través de una tubería) ocurren a Números de Mach (flujos subsónicos) bajos, muchos flujos de interés práctico en aerodinámica o en turbomáquinas ocurren a altas fracciones de M = 1 (transónicos) o en exceso de él (supersónica o incluso flujos hipersónicos). En estos regímenes se producen nuevos fenómenos, como las inestabilidades en el flujo transónico, las ondas de choque en el flujo supersónico o el comportamiento químico de no equilibrio debido a la ionización en los flujos hipersónicos. En la práctica, cada uno de estos regímenes de flujo se trata por separado.

### Flujos reactivos y no reactivos
Los flujos reactivos son flujos que son químicamente reactivos, lo que encuentra sus aplicaciones en muchas áreas, incluyendo la combustión (motor de combustión interna), dispositivos de propulsión (cohetes, motores a reacción, etc.), detonaciones, incendios y riesgos de seguridad, y astrofísica. Además de la conservación de la masa, el momento y la energía, es necesario derivar la conservación de las especies individuales (por ejemplo, la fracción de masa del metano en la combustión del metano), donde la tasa de producción/desaparición de cualquier especie se obtiene resolviendo simultáneamente las ecuaciones de cinética química.

### Magnetohidrodinámica
La Magnetohidrodinámica es el estudio multidisciplinar del flujo de fluidos de conducción eléctrica en campos de electromagnéticos. Ejemplos de estos fluidos son el plasma, los metales líquidos y el agua salada. Las ecuaciones del flujo de fluidos se resuelven simultáneamente con las ecuaciones de Maxwell del electromagnetismo.

### Dinámica de fluidos relativista
La dinámica de fluidos relativista estudia el movimiento macroscópico y microscópico de los fluidos a grandes velocidades comparables a la velocidad de la luz. Esta rama de la dinámica de fluidos tiene en cuenta los efectos relativistas tanto de la teoría especial de la relatividad como de la teoría general de la relatividad. Las ecuaciones de gobierno se derivan en geometría de Riemann para el espaciotiempo de Minkowski.